# Spiegelkern
Spiegelkerne sind Paare von Atomkernen mit vertauschter („gespiegelter“) Protonen- und Neutronenzahl. Sie unterscheiden sich deshalb in der Kernladungszahl und stellen somit zwei verschiedene chemische Elemente dar. Spiegelkerne sind ein Spezialfall der Isobare.
Beispiele für Spiegelkerne:
| Nuklid                                    | Anzahl      | Anzahl     | Anzahl      | Charakterisierung                         |
| Nuklid                                    | Nukleonen A | Protonen Z | Neutronen N | Charakterisierung                         |
| ----------------------------------------- | ----------- | ---------- | ----------- | ----------------------------------------- |
| {\displaystyle {}_{10}^{22}\mathrm {Ne} } | 22          | 10         | 12          | gerader-gerader (gg) Kern                 |
| {\displaystyle {}_{12}^{22}\mathrm {Mg} } | 22          | 12         | 10          | gerader-gerader (gg) Kern, radioaktiv     |
| {\displaystyle {}_{14}^{30}\mathrm {Si} } | 30          | 14         | 16          | gerader-gerader (gg) Kern                 |
| {\displaystyle {}_{16}^{30}\mathrm {S} }  | 30          | 16         | 14          | gerader-gerader (gg) Kern, radioaktiv     |
| {\displaystyle {}_{15}^{32}\mathrm {P} }  | 32          | 15         | 17          | ungerader-ungerader (uu) Kern, radioaktiv |
| {\displaystyle {}_{17}^{32}\mathrm {Cl} } | 32          | 17         | 15          | ungerader-ungerader (uu) Kern, radioaktiv |
| {\displaystyle {}_{17}^{35}\mathrm {Cl} } | 35          | 17         | 18          | ungerader-gerader (ug) Kern               |
| {\displaystyle {}_{18}^{35}\mathrm {Ar} } | 35          | 18         | 17          | gerader-ungerader (gu) Kern, radioaktiv   |

Die Spiegelkerne sind für vergleichende Untersuchungen in der Kernphysik interessant. Beispielsweise unterscheiden sich in der Bethe-Weizsäcker-Formel die Bindungsenergien für Spiegelkerne nur durch den Coulomb-Anteil, der dann isoliert untersucht werden kann.
Mindestens einer von beiden Spiegelkernen ist immer radioaktiv, bei den uu-Spiegelkernen sogar stets beide. Mit Ausnahme der Paare 1n und 1H sowie 3H und 3He ist der Kern mit der höheren Protonenzahl immer radioaktiv, weil mit größerer Protonenzahl die gegenseitige elektrostatische Abstoßung der Protonen zunimmt.
Spiegelkerne zeigen in beeindruckender Weise, dass Protonen und Neutronen zwar unterschiedliche Ladung besitzen, sich aber ansonsten sehr ähnlich verhalten: Energieniveaus wie auch die dazugehörigen Spins und Paritäten von Spiegelkernen sehen sich sehr ähnlich; der wesentliche Unterschied ist die Energie des Grundzustands durch Unterschiede im Coulombpotential.
Während leichte Kerne ungefähr gleiche Protonen- und Neutronenzahlen haben, benötigen schwerere Kerne zur Stabilisierung einen Überschuss an Neutronen. Ab circa der Ordnungszahl 40 gibt es keine Kerne mit N < Z mehr. Daher gibt es auch keine Spiegelkerne mit A > 80.